# Niżnie Durne Wrótka
Niżnie Durne Wrótka (słow. Nižné pyšné vrátka) – stosunkowo wybitna przełęcz w Durnej Grani w słowackiej części Tatr Wysokich. Oddziela od siebie dwa Durne Kopiniaki, którymi są Pośredni Durny Kopiniak na północy oraz Skrajny Durny Kopiniak na południu.
Przełęcz jest wyłączona z ruchu turystycznego. Zachodnie stoki Niżnich Durnych Wrótek opadają do Spiskiego Kotła, natomiast wschodnie do Klimkowego Żlebu – dwóch odgałęzień Doliny Małej Zimnej Wody i jej górnego piętra, Doliny Pięciu Stawów Spiskich. Drogi dla taterników prowadzą na siodło z obu tych formacji.
Pierwsze wejścia na Niżnie Durne Wrótka miały miejsce przy okazji pierwszych przejść Durnej Grani.